# Шомон д'Анжу
Шомон д'Анжу (фр. Chaumont-d'Anjou) насеље је и општина у западној Француској у региону Лоара, у департману Мен и Лоара која припада префектури Анже.
По подацима из 2011. године у општини је живело 284 становника, а густина насељености је износила 23,71 становника/km². Општина се простире на површини од 11,98 km². Налази се на средњој надморској висини од 35 метара (максималној 70 m, а минималној 26 m).

## Демографија
| 1962. | 1968. | 1975. | 1982. | 1990. | 1999. | 2011. |
| ----- | ----- | ----- | ----- | ----- | ----- | ----- |
| 254   | 259   | 226   | 207   | 261   | 252   | 284   |

График промене броја становника у току последњих година